# Ӵ
Ӵ (minuskule ӵ) je písmeno cyrilice. Je používáno pouze v udmurtštině. Jedná se o variantu písmena Ч.